# Азія-Авто
АТ «АЗІЯ АВТО» — перший і найбільший автоскладальний завод на території республіки Казахстан. «Візитна картка» регіону. В останні роки випускає щорічно більше ніж 10 тис. (раніше більше ніж 30 тис.) легкових автомобілів і позашляховиків.

## Історія
9 листопада 2000 - прийнято Постанову Уряду Республіки Казахстан № 1684 «Про створення автоскладального виробництва в м. Усть-Каменогорську Східно-Казахстанської області».
АТ «АЗІЯ АВТО» утворено в грудні 2002 року.
На першому етапі розвитку проекту (2000-2002) в підприємство було вкладено близько 15 млн доларів США.
з 2003 року - розпочався випуск автомобілів ВАЗ 2121 «Нива».
25 серпня 2004 з конвеєра першого в республіці автоскладального заводу «АЗІЯ АВТО» зійшов п'ятитисячний автомобіль ВАЗ 2121 «Нива».
У вересні 2005 року завод почав випуск автомобілів «Škoda Octavia», старт цьому проекту дав особисто Президент країни Нурсултан Назарбаєв, натиснувши на кнопку запуску конвеєра.
На 2006 рік заводом випущено понад 10 000 автомобілів. З них понад 1300 автомобілів «Škoda Octavia» і 120 автомашин «Škoda Superb».
06.09.2006 - складений 10 000-й автомобіль, з початку виробництва.
23.11.2006 - перший випуск облігацій у межах першої облігаційної програми на загальну суму 1 млрд тенге.
15.06.2007 - президент Казахстану Нурсултан Назарбаєв взяв участь у церемонії запуску конвеєра складання автомобілів Chevrolet на заводі «АЗІЯ АВТО».
02.11.2011 - АТ «АЗІЯ АВТО» запускає у виробництво дві нові моделі, Chevrolet Captiva і Chevrolet Cruze хетчбек.
09.11.2011 - складений 30 000-й автомобіль.
28.09.2014 - складений 100 000 -й автомобиль

## Моделі
Всього зі стапелів і конвеєра сходить 18 моделей чотирьох брендів Skoda (Fabia, Octavia, Superb, Yeti), Chevrolet (Aveo, Captiva, Cruze, Cruze HB, Lacetti), Lada 4x4, KIA (Sorento, Mohave, Cerato, Sportage, Soul, Cadenza, Optima).

## Галерея автомобілів Азія-Авто

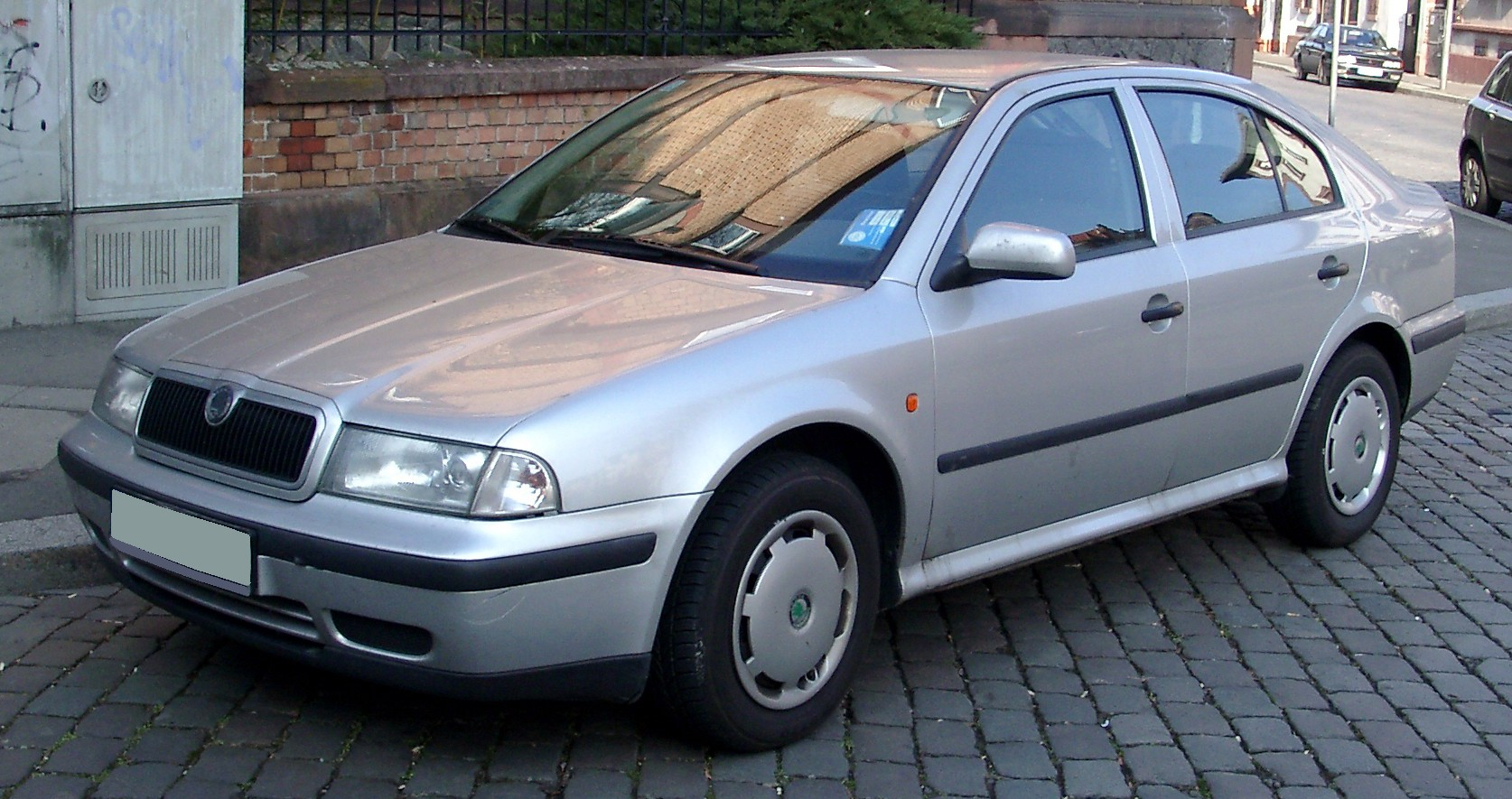
Škoda Octavia I
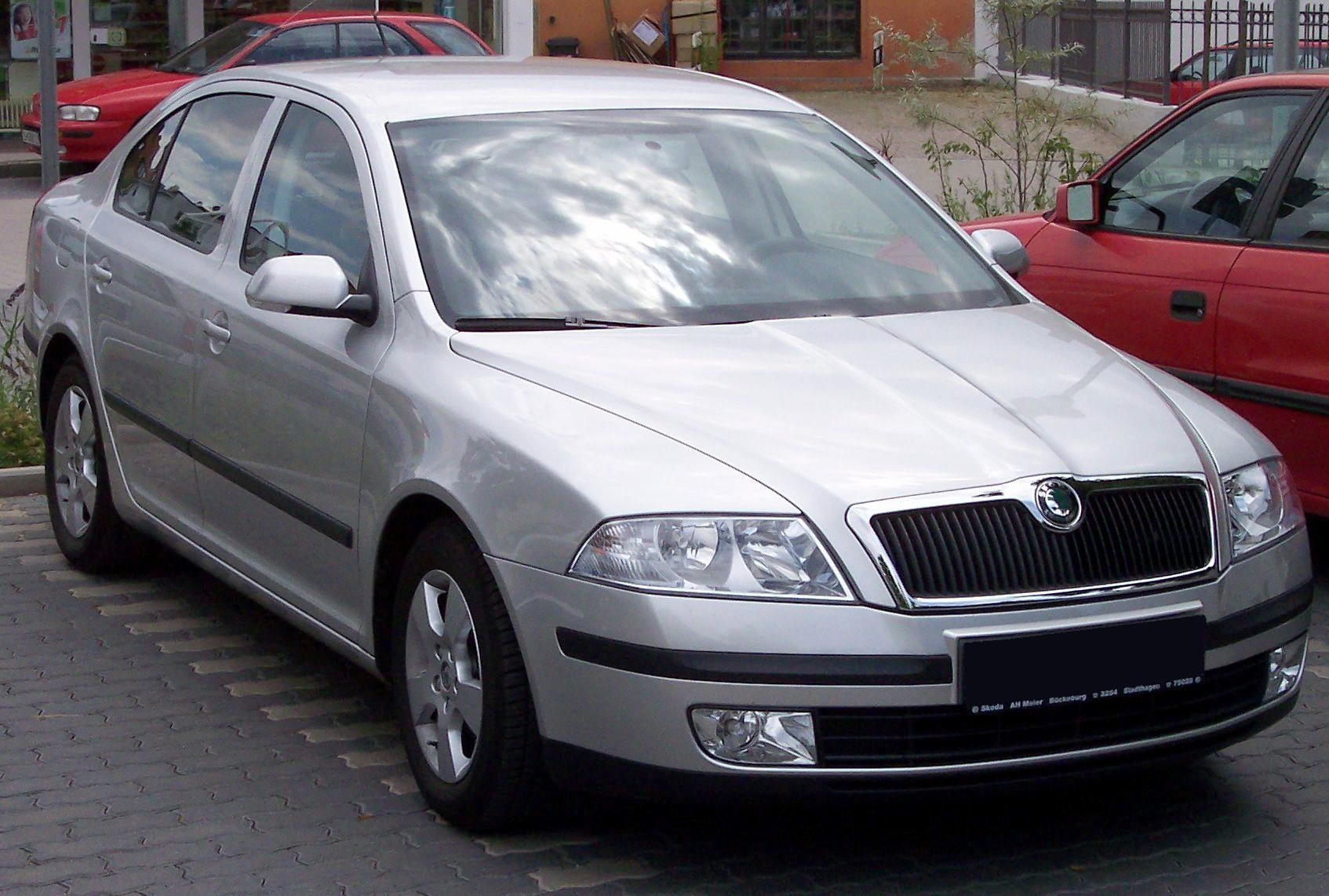
Škoda Octavia II
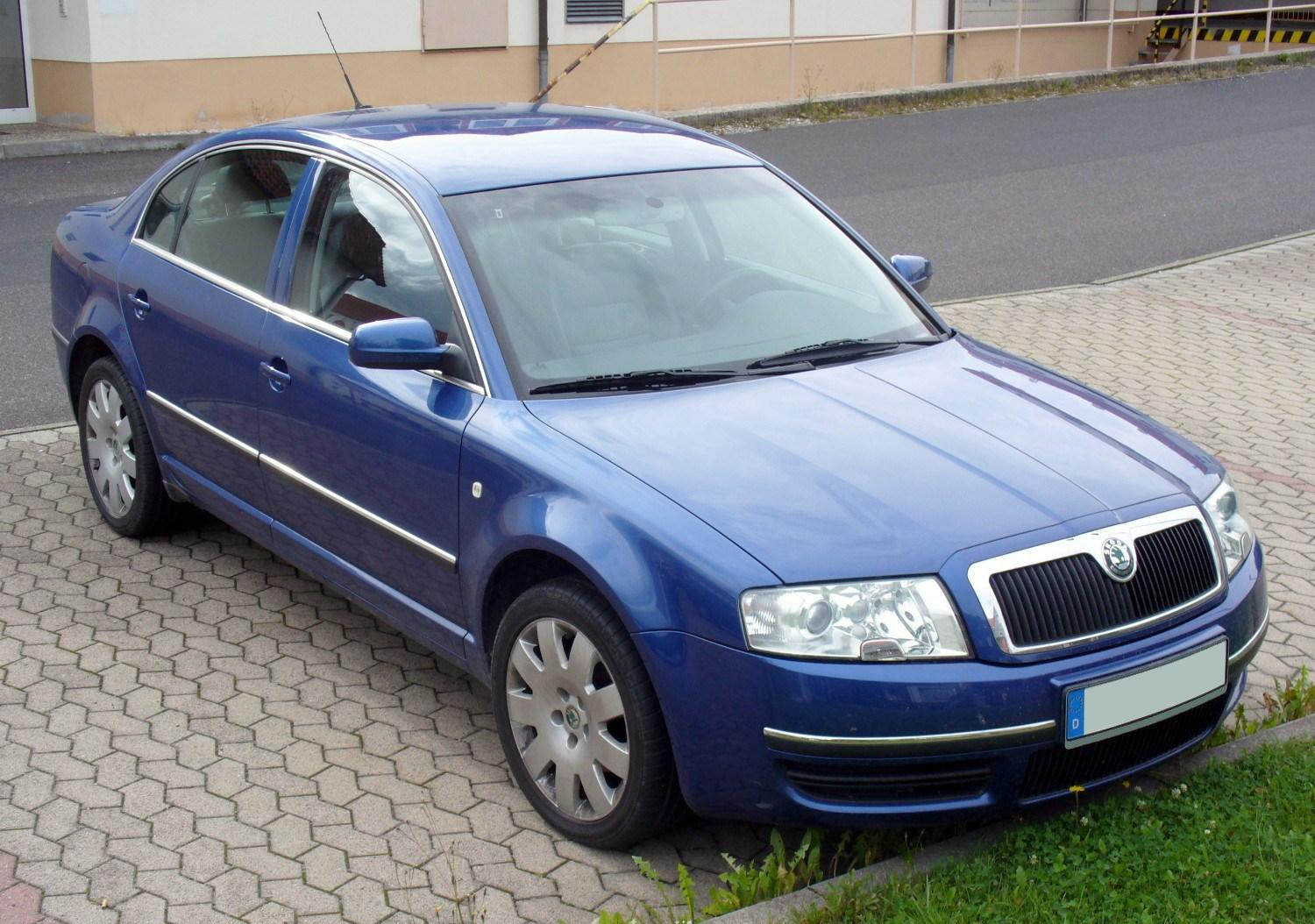
Škoda Superb I
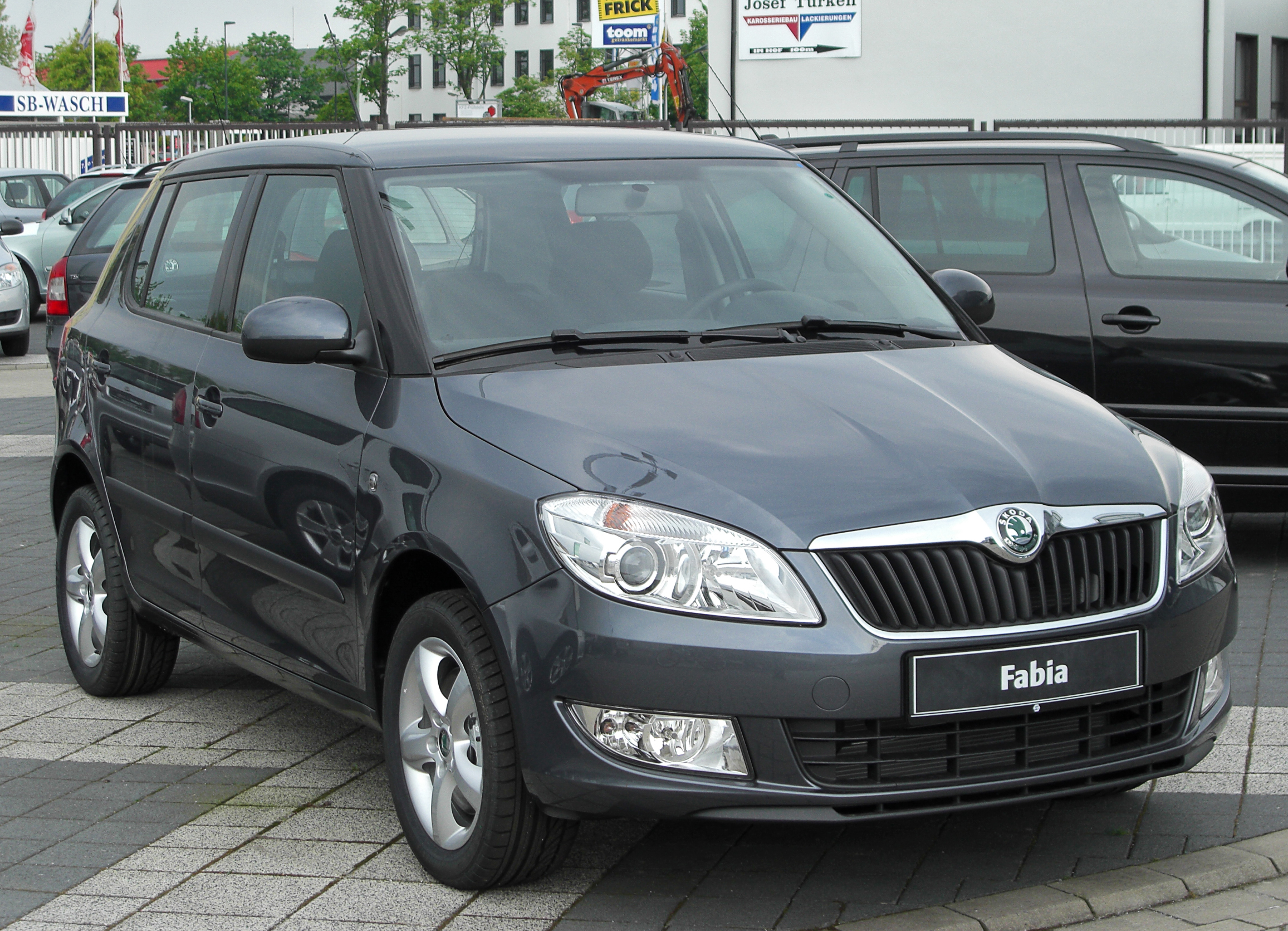
Škoda Fabia II
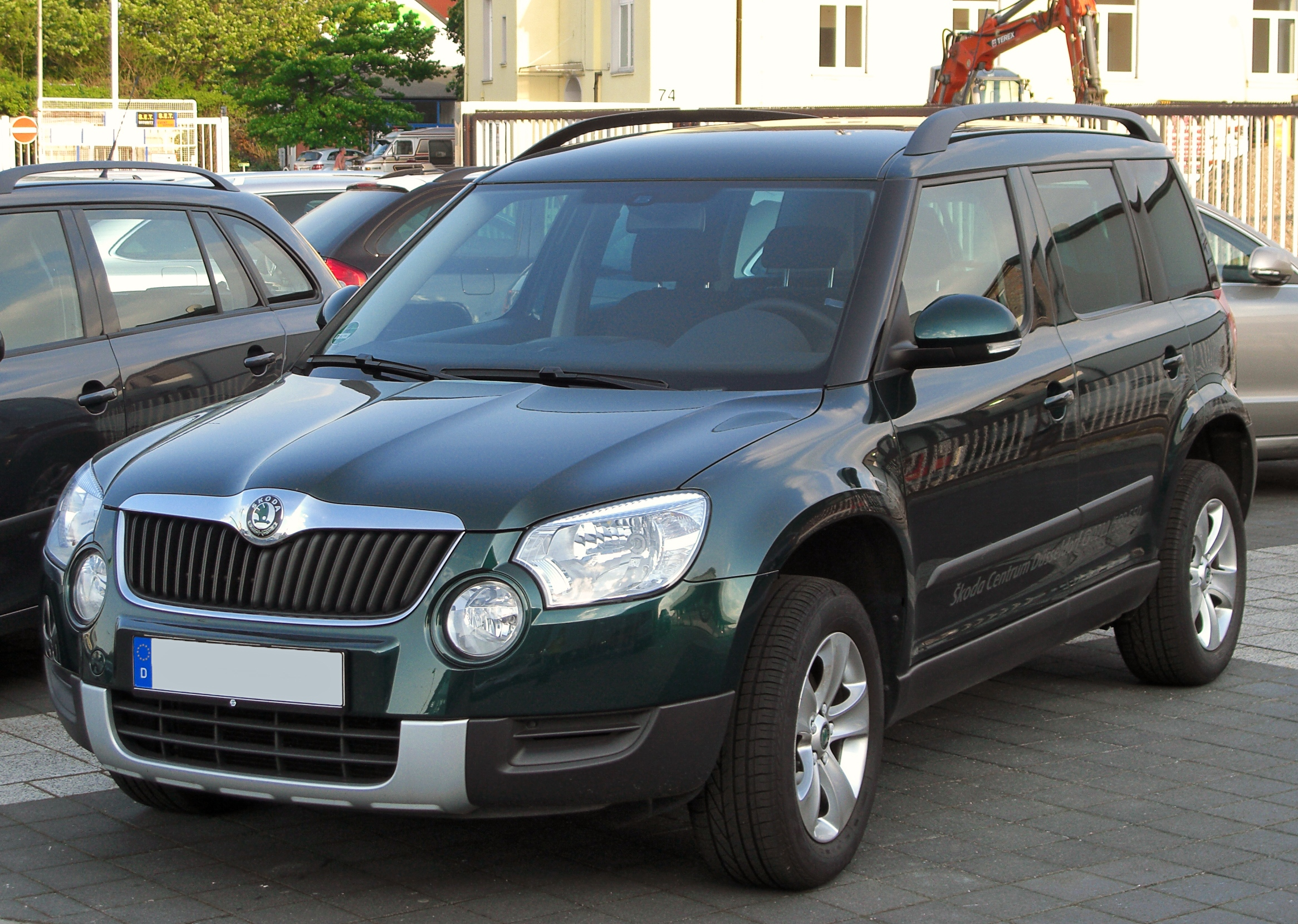
Škoda Yeti
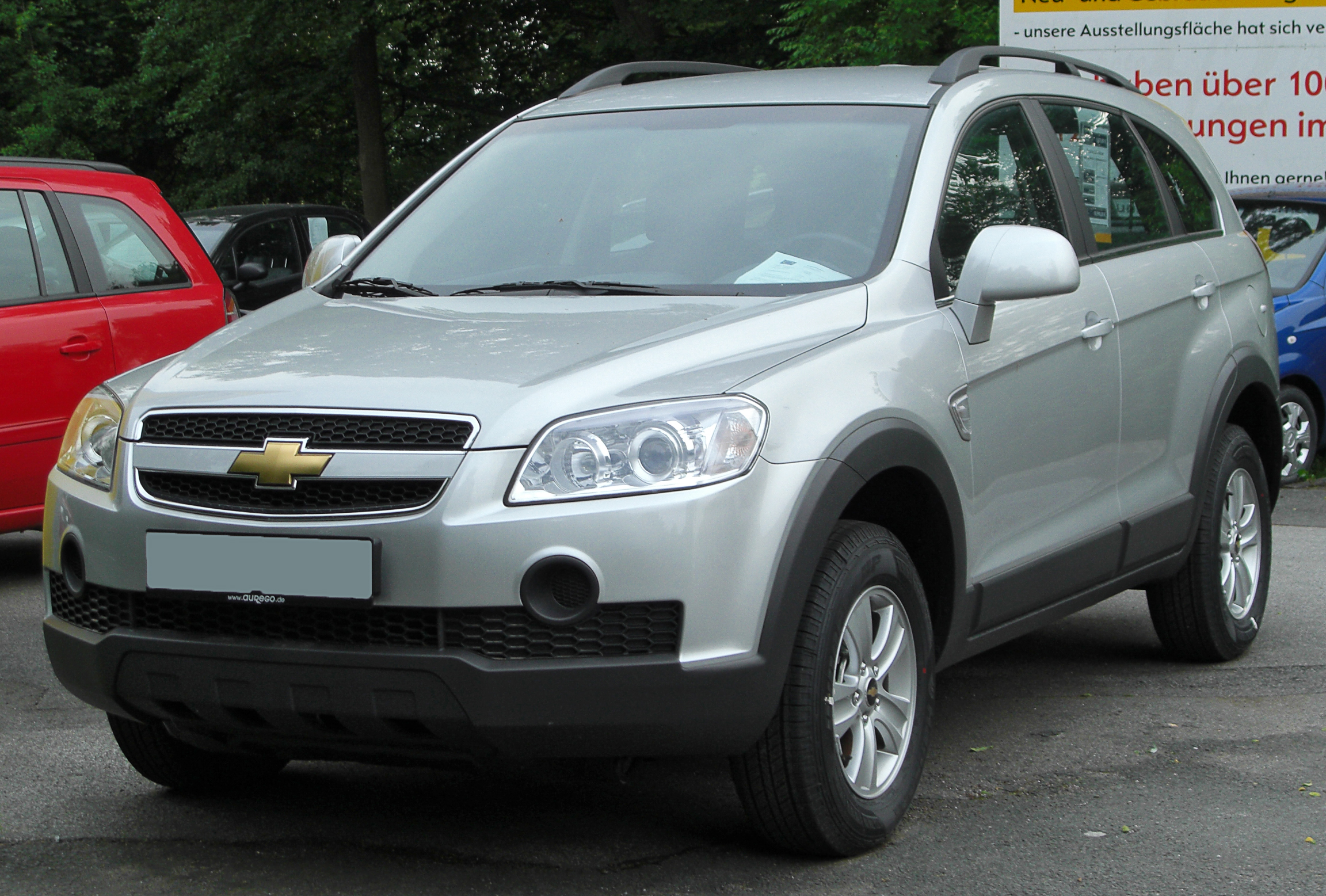
Chevrolet Captiva
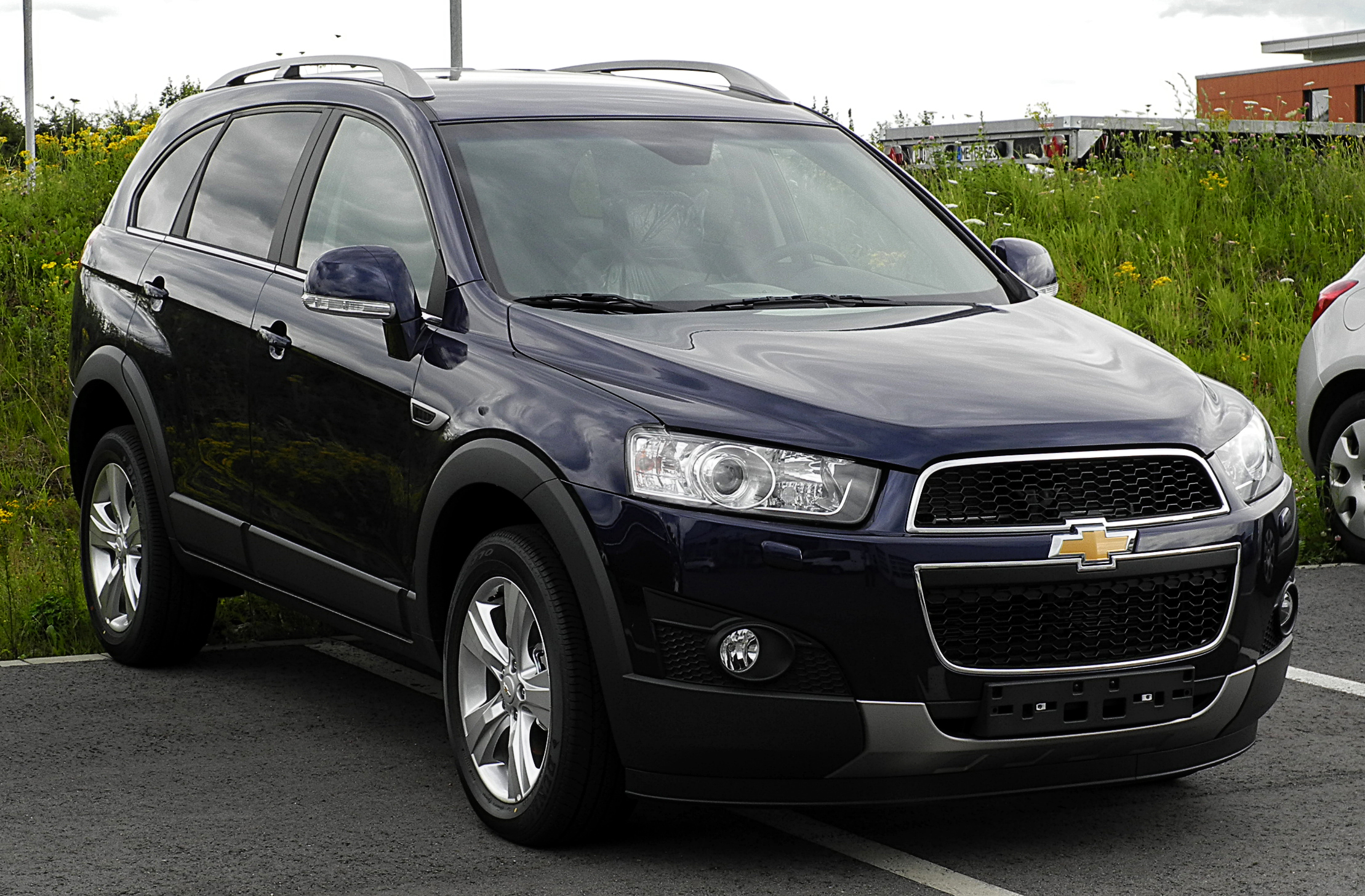
Chevrolet Captiva II
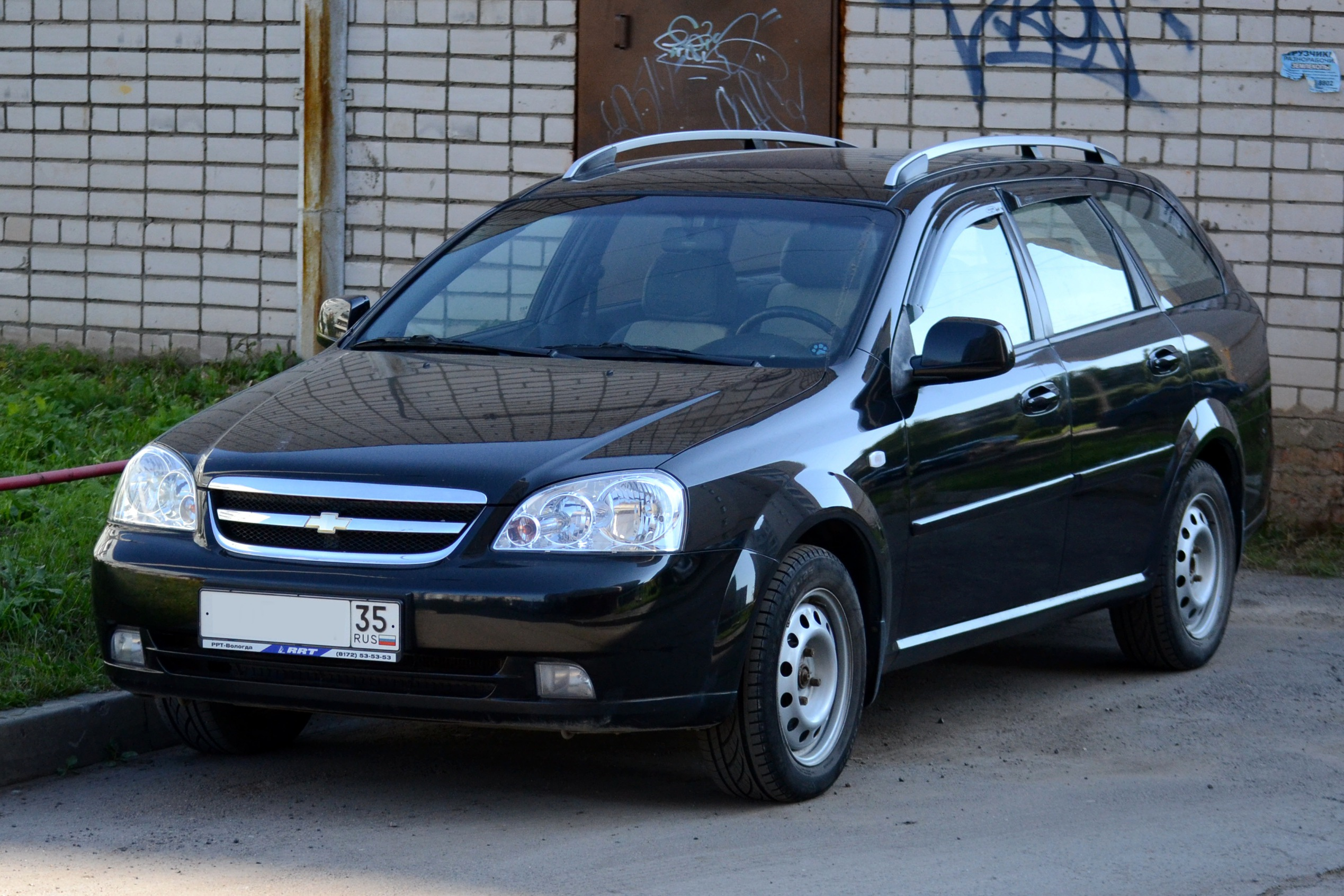
Chevrolet Lacetti
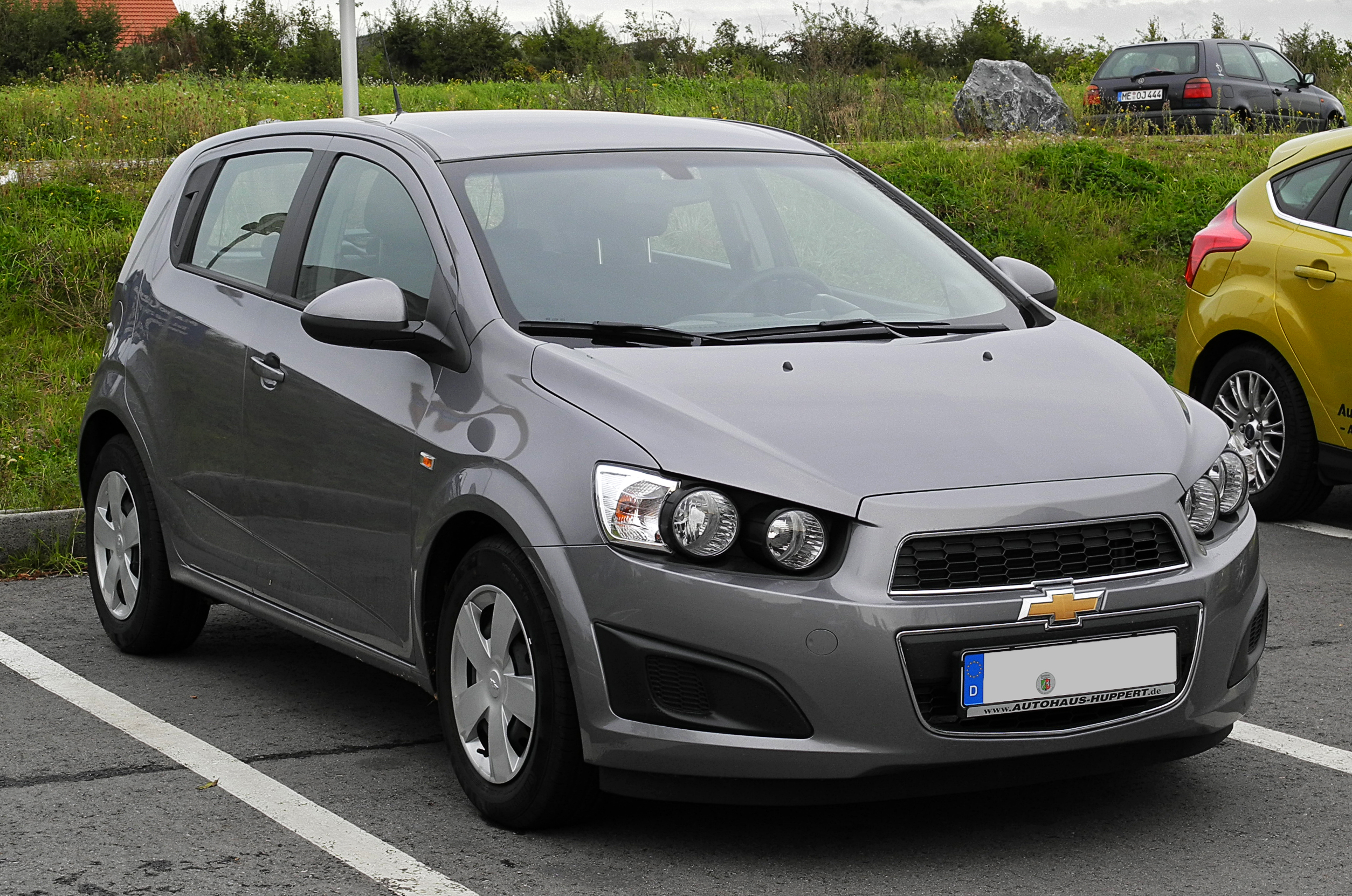
Chevrolet Aveo
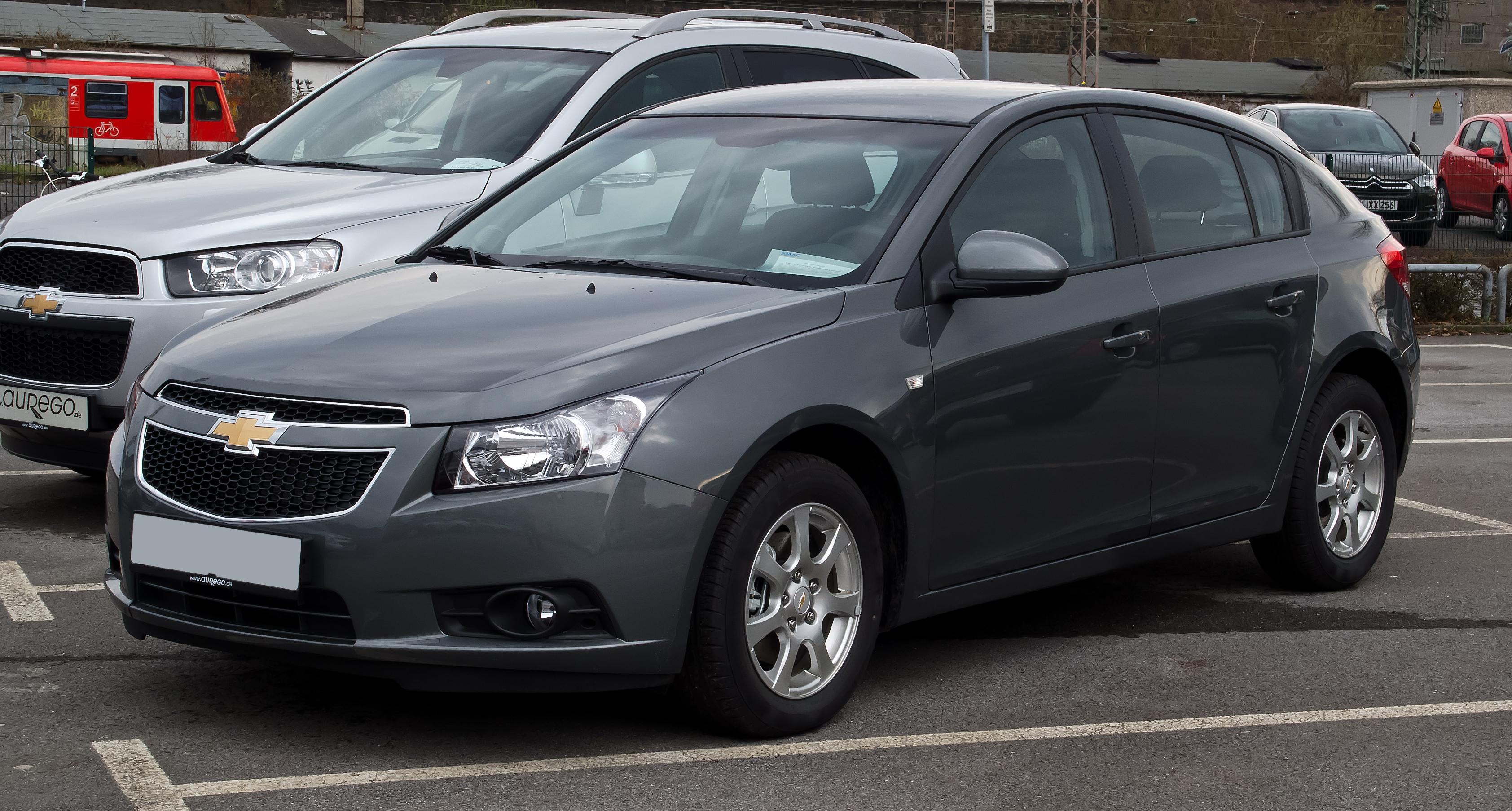
Chevrolet Cruze
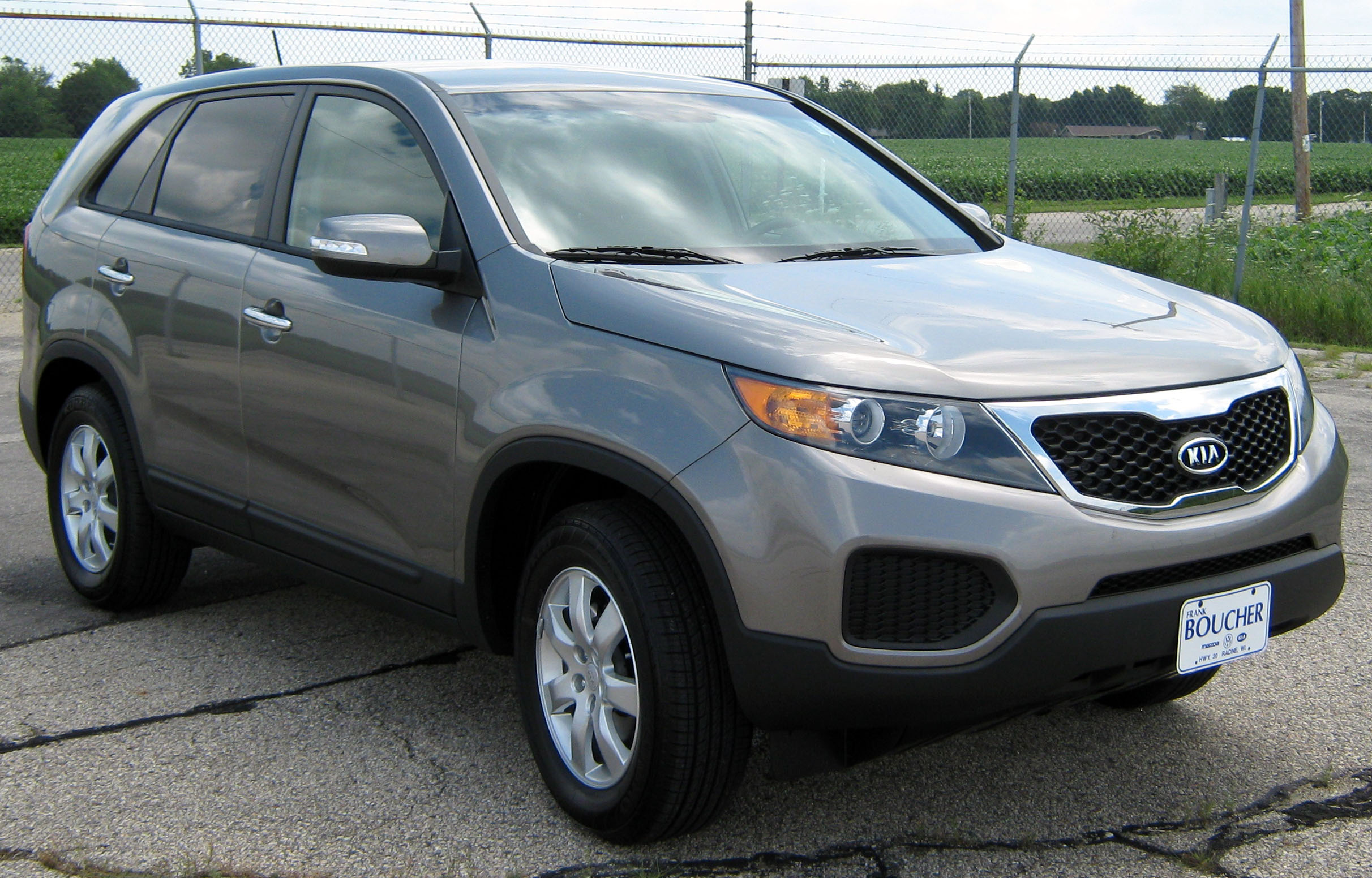
Kia Sorento
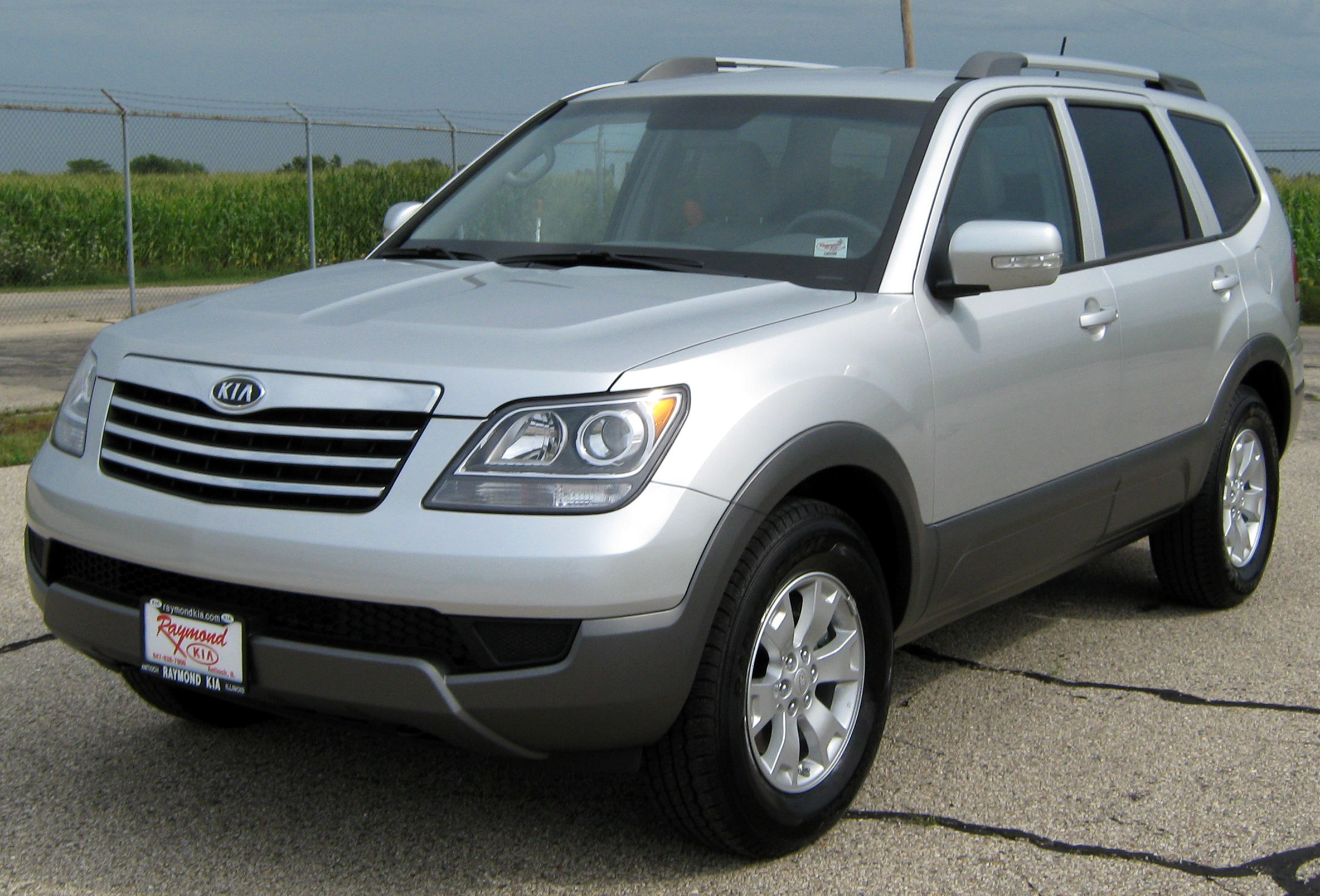
Kia Mohave
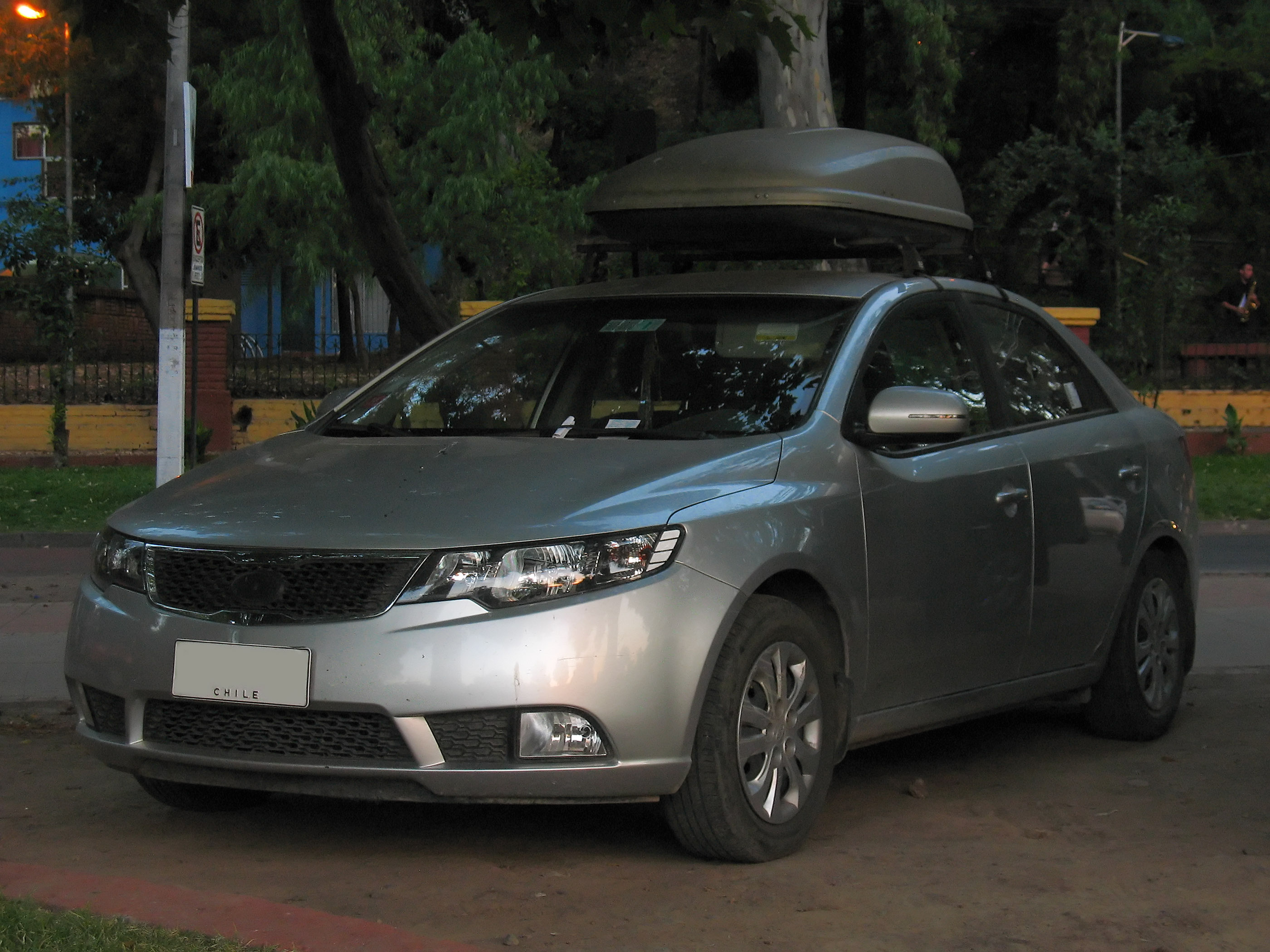
Kia Cerato
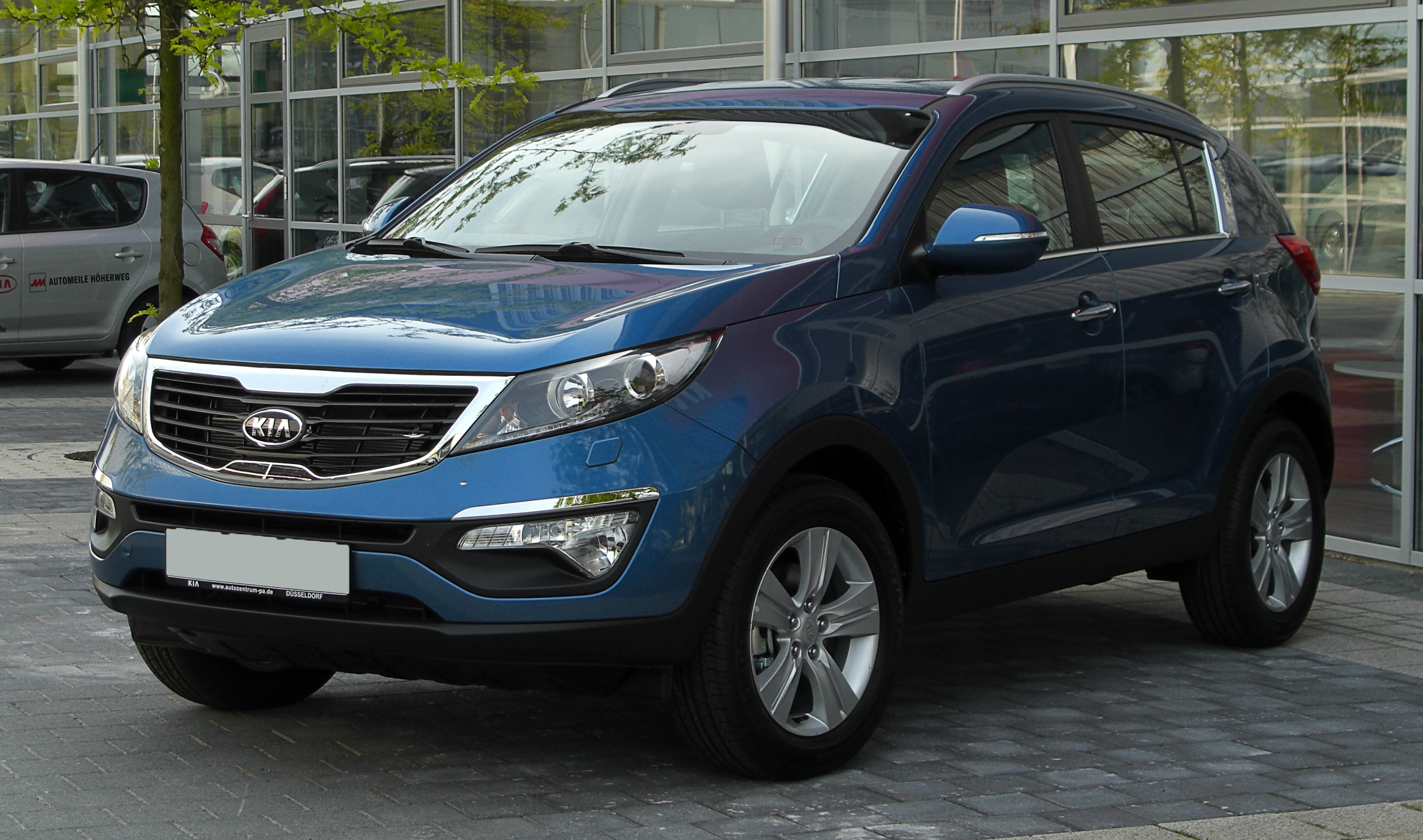
Kia Sportage
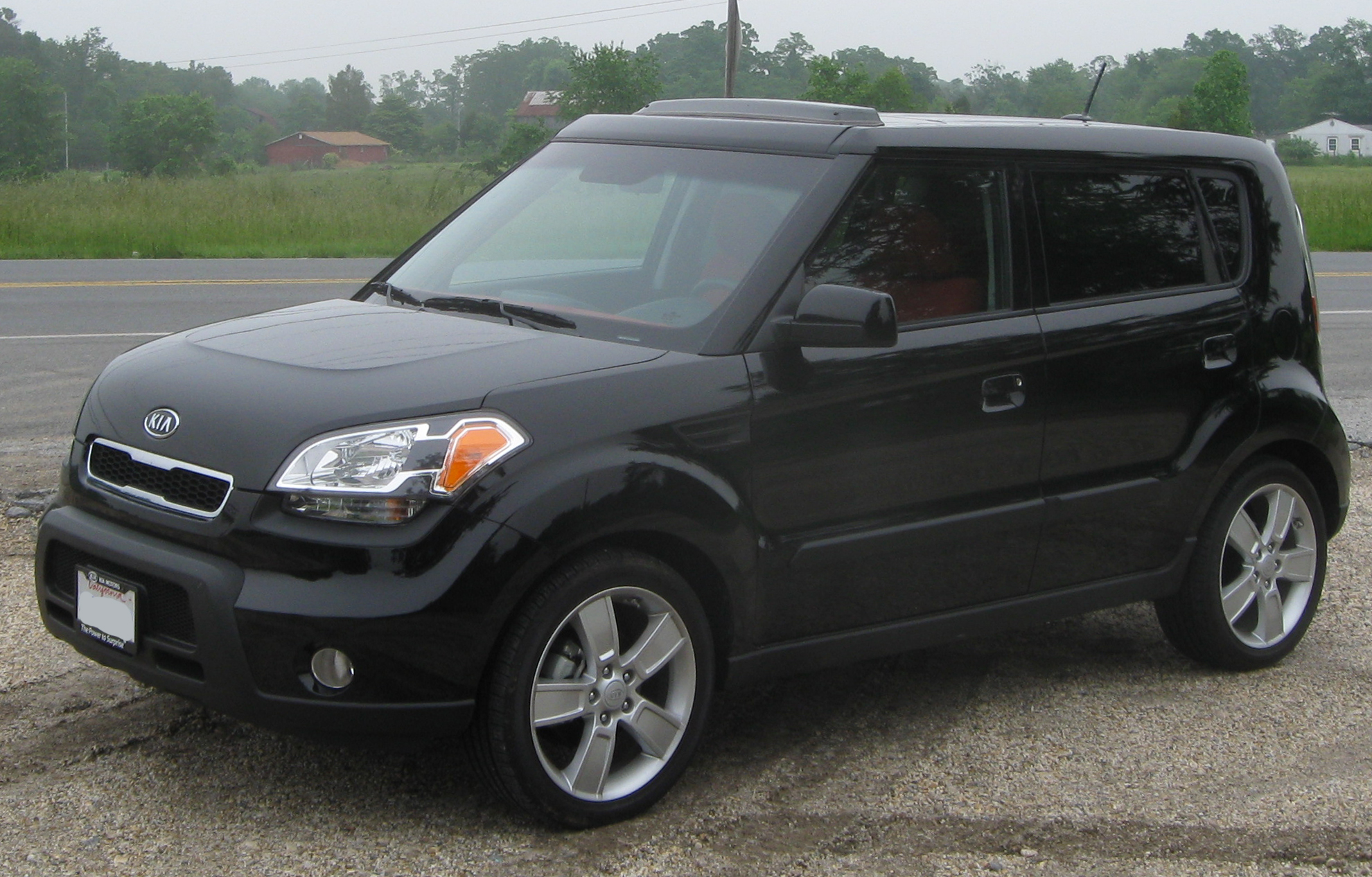
Kia Soul
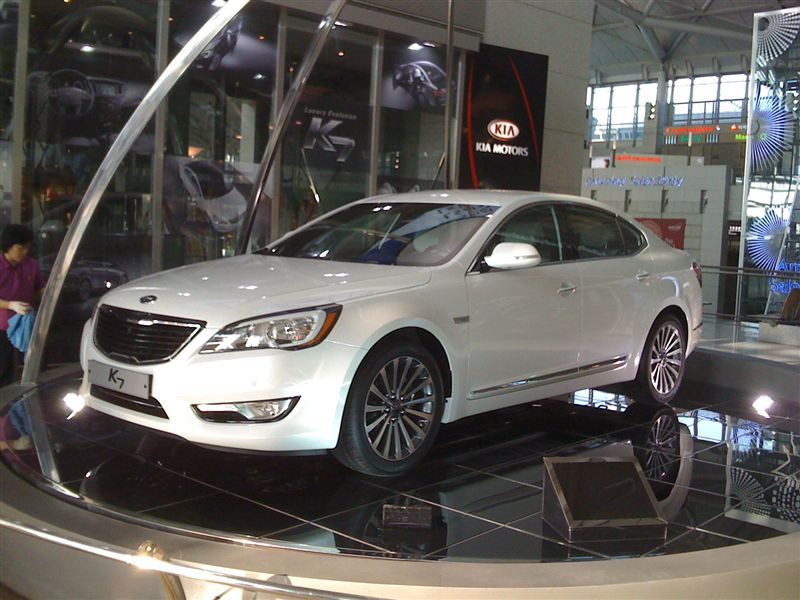
Kia Cadenza
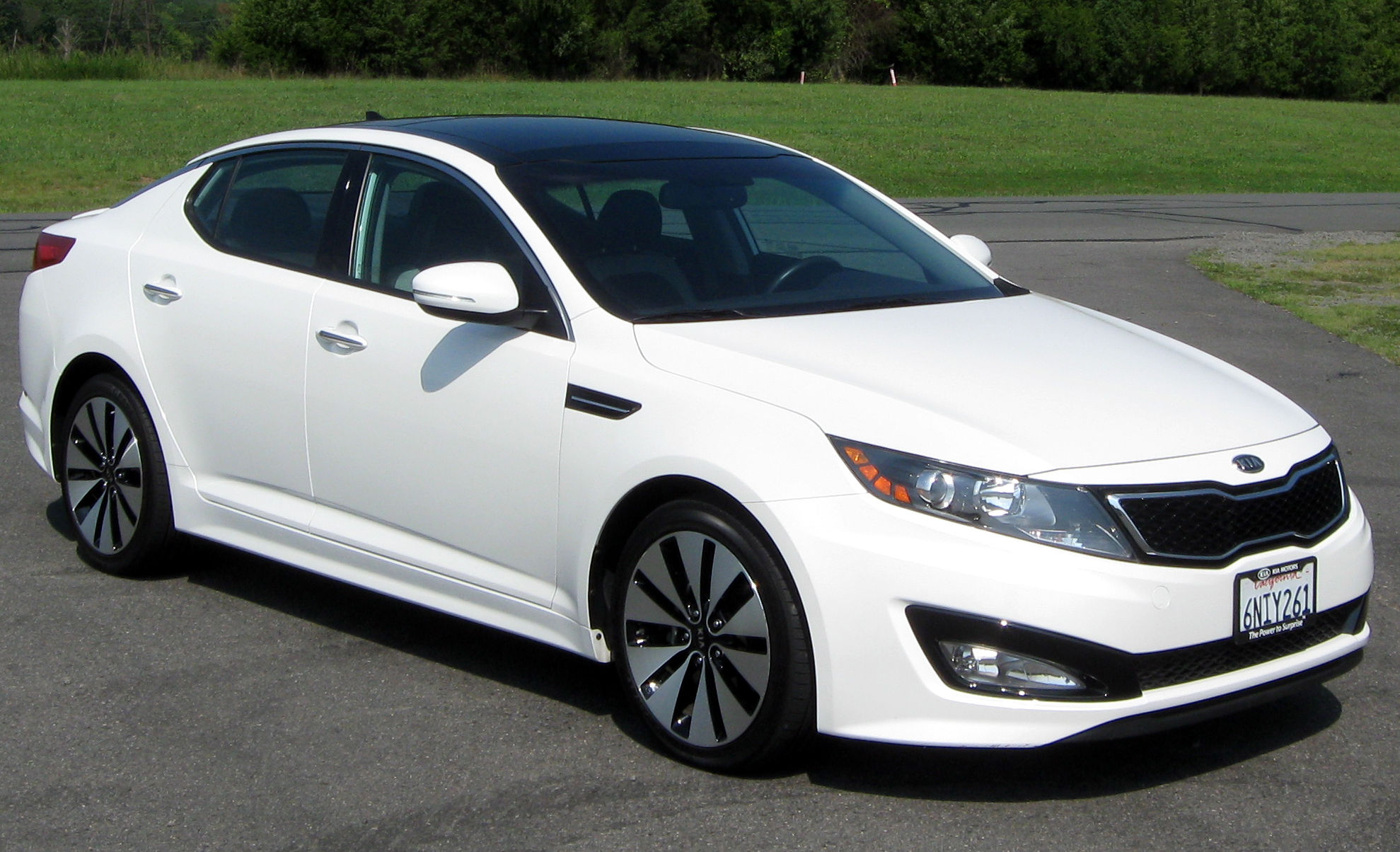
Kia Optima
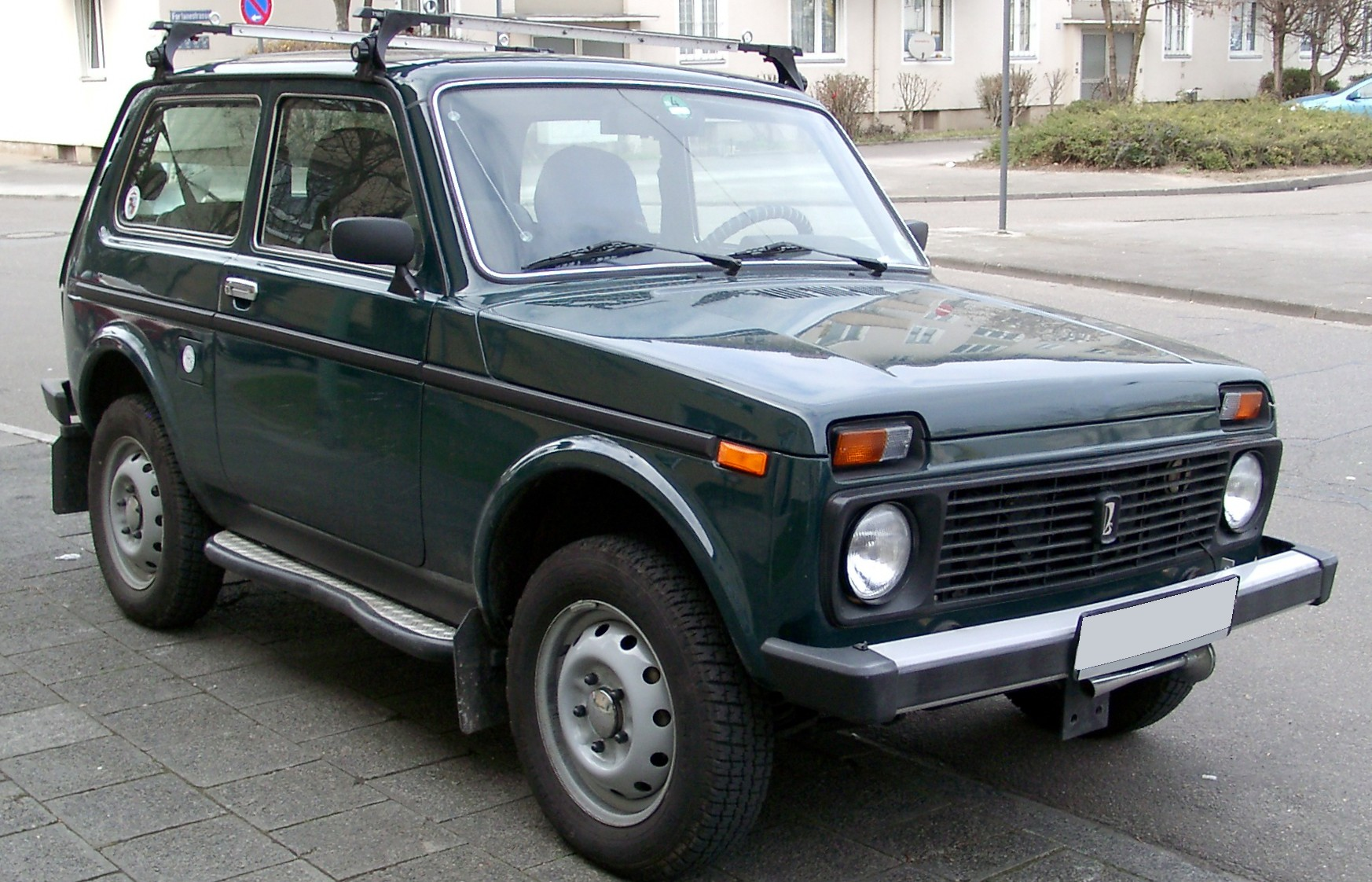
Lada 4x4